# Encrinurus
Encrinurus is een geslacht van uitgestorven trilobieten, dat leefde van het Laat-Ordovicium tot het Siluur.

## Beschrijving
Deze 6 cm lange trilobiet had een opvallend kopschild met uitzonderlijk grote knobbels met daarop een paar gesteelde ogen. De hoeken van het kopschild bevatten korte genale stekels. De staart was vrij lang en had op de centrale as veel meer segmenten dan op de zijlobben. Dit geslacht leefde in ondiepe zeeën.